# بايت

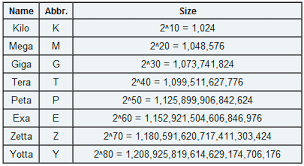
توضح الصورة بادئات البايتات الشائعة المستخدمة في قياس سعة التخزين الرقمي

البايت أو الثُّمَانِيَّة أو البَيْتَة (بالإنجليزية: Byte) هي وحدة معلومات رقمية في الحاسوب وفي الاتصالات، تتكون في العادة من 8 بت. من الوجهة التاريخية كانت البايت أصلا عدد البتات التي تمثل حرفا واحدا من حروف الكتابة أو رقما واحدا، حيث أن البت إما 0 أو 1 في الحاسوب.
بغض النظر عن نوع المعلومات المخزنة أو وسيلة التخزين.
أي أن البايت  يتكون من وحدات أصغر تعرف بالبت، كل بت عبارة عن خانة واحدة من رقم ثنائي وله أحتمالين فقط إما أن يكون البت 0 أو يكون 1. يتكون البايت عادة من 8 بت، ولذلك فأن البايت يحتوي على 2أس8=256 احتمال مختلف يخزن البت إحداها من 00000000 إلى 11111111، لتسهيل كتابة البايت وقراءته بشرياً يحول الرقم الثنائي إلى نظام عد سداسي عشر أو نظام عد عشري فالحرف A رمزه حسب جدول الآسكي 1000001 ويقابله الرقم 41 بالترميز السداسي عشر والرقم 65 بالترميز العشري.

## مضاعفات البايت
لاحظ أن الأسماء كيلوبايت وميجابايت ...الخ، يمكن أن يكون معناها إما علميا (مضاعفات بأساس عشري) أو ثنائيا (مضاعفات بأساس ثنائي).

## علميا
- 1 كيلوبايت KB يساوي 103 يساوي 1,000 بايت.
- 1 ميجابايت MB يساوي 106 يساوي 1,000,000 بايت.
- 1 جيجابايت GB يساوي 109 يساوي 1,000,000,000 بايت.
- 1 تيرابايت TB يساوي 1012 يساوي 1,000,000,000,000 بايت.
- 1 بيتابايت PB يساوي 1015 يساوي 1,000,000,000,000,000 بايت.
- 1 إكسابايت EB يساوي 1018 يساوي 1,000,000,000,000,000,000 بايت.

وبتمديد النمط، نستطيع الحصول على وحدتين إضافيتين غير رسميتين. الوحدتين كبيرتين جداً لاستخدامها في الحياة الواقعية في المستقبل القريب.
- 1 زيتابايت ZB يساوي 1021 يساوي 1,000,000,000,000,000,000,000 بايت.
- 1 يوتابايت YB يساوي 1024 يساوي 1,000,000,000,000,000,000,000,000 بايت.

## ثنائيا
- 1 كيلوبايت KB أو KiB يساوي 210 يساوي 1,024 بايت.
- 1 ميجابايت MB أو MiB يساوي 220 يساوي 1,048,576 بايت.
- 1 جيجابايت GB أو GiB يساوي 230 يساوي 1,073,741,824 بايت.
- 1 تيرابايت TB أو TiB يساوي 240 يساوي 1,099,511,627,776 بايت.
- 1 بيتابايت PB أو PiB يساوي 250 يساوي 1,125,899,906,842,624 بايت.
- 1 إكسابايت EB أو EiB يساوي 260 يساوي 1,152,921,504,606,846,976 بايت.
- 1 زيتابايت ZB أو ZiB يساوي 270 يساوي 1,180,591,620,717,411,303,424 بايت.
- 1 يوتابايت YB أو YiB يساوي 280 يساوي 1,208,925,819,614,629,174,706,176 بايت.

لاحظ أن الفرق بين الوحدات بقيمها العلمية والثنائية يزيد كلما كانت الوحدة أكبر.

## السرعات في الثانية
| المصطلح             | الرمز   | بيت في الثاتية (bit per second) | بايت في الثانية (byte per second) | صيغ رياضية (بيت في الثاتية) | صيغ رياضية (بايت في الثانية) |
| ------------------- | ------- | ------------------------------- | --------------------------------- | --------------------------- | ---------------------------- |
| بيت في الثانية      | bit/s   | 1                               | 0.125                             | 1                           | 18                           |
| بايت في الثانية     | B/s     | 8                               | 1                                 | 8                           | 1                            |
| كيلوبيت في الثانية  | kbit/s  | 1,000                           | 125                               | 103                         | 18 × 103                     |
| كيبيبيت في الثانية  | Kibit/s | 1,024                           | 128                               | 210                         | 27                           |
| كيلوبايت في الثانية | kB/s    | 8,000                           | 1,000                             | 8 × 103                     | 103                          |
| كيبيبايت في الثانية | KiB/s   | 8,192                           | 1,024                             | 213                         | 210                          |
| ميغابيت في الثانية  | Mbit/s  | 1,000,000                       | 125,000                           | 106                         | 18 × 106                     |
| ميبيبيت في الثانية  | Mibit/s | 1,048,576                       | 131,072                           | 220                         | 217                          |
| ميغابايت في الثانية | MB/s    | 8,000,000                       | 1,000,000                         | 8 × 106                     | 106                          |
| ميبيابيت في الثانية | MiB/s   | 8,388,608                       | 1,048,576                         | 223                         | 220                          |
| جيغابيت في الثانية  | Gbit/s  | 1,000,000,000                   | 125,000,000                       | 109                         | 18 × 109                     |
| جيبيبيت في الثانية  | Gibit/s | 1,073,741,824                   | 134,217,728                       | 230                         | 227                          |
| جيغابايت في الثانية | GB/s    | 8,000,000,000                   | 1,000,000,000                     | 8 × 109                     | 109                          |
| جيبيبايت في الثانية | GiB/s   | 8,589,934,592                   | 1,073,741,824                     | 233                         | 230                          |
| تيريبيت في الثانية  | Tbit/s  | 1,000,000,000,000               | 125,000,000,000                   | 1012                        | 18 × 1012                    |
| تيريبايت في الثانية | Tibit/s | 1,099,511,627,776               | 137,438,953,472                   | 240                         | 237                          |
| تيرابايت في الثانية | TB/s    | 8,000,000,000,000               | 1,000,000,000,000                 | 8 × 1012                    | 1012                         |
| تيبيبايت في الثانية | TiB/s   | 8,796,093,022,208               | 1,099,511,627,776                 | 243                         | 240                          |

## طالع كذلك
- بت
- كيلوبايت
- ميغابايت
- جيغابايت
- تيرابايت
- بيتابايت
- إكسابايت
- زيتابايت
- يوتابايت